# Семинол (језеро)
Семинол (енгл. Lake Seminole) је вештачко језеро у Сједињеним Америчким Државама. Налази се на територији америчких савезних држава Флорида и Џорџија. Површина језера износи 150 km².